# PPAP
PPAP este abrevierea în limba engleză a Production Part Approval Process - cu sensul de Proces de Aprobare a Pieselor în Producție. Este utilizat în lanțul de producție din industria auto pentru a asigura aprobarea furnizorilor de componente și procesele lor de producție.
PPAP a fost creat și adoptat de cei trei mari producători americani din industria de automobile Chrysler, Ford și General Motors. Prima versiune a acestui proces a fost publicată în februarie 1993; se găsește în norma ISO/TS16949.